# خیرخان
خیرخان (به لاتین: Khairkhan) یک زیستگاه انسانی در مغولستان است که در استان آرخانگای واقع شده‌است.